# Drepanolejeunea pocsii
Drepanolejeunea pocsii là một loài Rêu trong họ Lejeuneaceae. Loài này được Grolle mô tả khoa học đầu tiên năm 1976.